# Chyliza metallica
Chyliza metallica är en tvåvingeart som först beskrevs av Walker 1849.  Chyliza metallica ingår i släktet Chyliza och familjen rotflugor. Inga underarter finns listade i Catalogue of Life.